# Perte de mémoire
Pour un article sur les probabilités consultez l'article Perte de mémoire (probabilités)
La perte de mémoire, qu'elle trouve son origine dans des facteurs biologiques ou psychiques, peut caractériser :
- un symptôme neurologique évoquant une perte partielle ou totale de la mémoire, sous-jacent à un état d'amnésie ;
- un symptôme psychiatrique relatif à un mécanisme psychique, caractérisant par exemple un mécanisme de défense (notamment l'annulation rétroactive) ou un état d'inhibition psychique (catatonie, anhédonie, apraxie) ou encore affectant la faculté de cognition.